# Bahnstrecke Eibenstock unt Bf–Eibenstock ob Bf
| Ausschnitt der Streckenkarte Sachsen von 1902 |                                    |                   |                   |
| Streckennummer: | sä. EEo                            |                   |                   |
| Kursbuchstrecke: | 142c (1934) 171e (1946) 442 (1975) |                   |                   |
| Streckenlänge: | 3,145 km                           |                   |                   |
| Spurweite: | 1435 mm (Normalspur)               |                   |                   |
| Maximale Neigung: | 50 ‰                               |                   |                   |
| Minimaler Radius: | 200 m                              |                   |                   |
| Streckengeschwindigkeit: | 20 km/h                            |                   |                   |
| |                                    |                   |                   |
| \| \| \| von Adorf (Vogtl) \| \| \| \| 0,000 \| Eibenstock unt Bf \| 513 m \| \| \| \| nach Chemnitz Hbf \| \| \| \| 3,145 \| Eibenstock ob Bf \| 641 m \| |                                    |                   |                   |
| Strecke (außer Betrieb) |                                    | von Adorf (Vogtl) | von Adorf (Vogtl) |
| Bahnhof (Strecke außer Betrieb) | 0,000                              | Eibenstock unt Bf | 513 m             |
| Abzweig geradeaus und nach links (Strecke außer Betrieb)                                                                                                   |                                    | nach Chemnitz Hbf | nach Chemnitz Hbf |
| Kopfbahnhof Streckenende (Strecke außer Betrieb) | 3,145                              | Eibenstock ob Bf  | 641 m             |

Die Bahnstrecke Eibenstock unt Bf–Eibenstock ob Bf (auch als Steilstrecke Eibenstock bezeichnet) war eine Nebenbahn in Sachsen. Sie zweigte in Eibenstock unt Bf von der Bahnstrecke Chemnitz–Adorf ab und führte im Erzgebirge nach Eibenstock. Die Strecke war mit einer durchgehenden Neigung von 50 Promille die steilste Eisenbahn in Sachsen.
Infolge des Baues der Talsperre Eibenstock wurde die Strecke 1975 stillgelegt und abgebaut. Ein Teil der Trasse mit dem Bahnhof Eibenstock unt Bf liegt heute unter dem Wasserspiegel des Stausees.

## Geschichte
Eibenstock hatte schon 1875 an der Chemnitz-Aue-Adorfer Eisenbahn einen ersten Bahnhof erhalten. Die im Tal der Zwickauer Mulde verlaufende Strecke lag jedoch weitab der auf der Erzgebirgshochfläche liegenden Stadt, sodass jegliche Warentransporte nach Eibenstock umständlich mit Fuhrwerken über steile Wege zur Stadt befördert werden mussten. Nach der Errichtung des Streckenabschnitts Schönheide-Wilzschhaus der Schmalspurbahn Wilkau-Haßlau–Carlsfeld, der 1893 in Betrieb ging, wurde über eine Verlängerung nach Carlsfeld diskutiert. Die Stadt Eibenstock wandte sich mit einer Petition an den Sächsischen Landtag mit dem Ziel, dass eine Schmalspurbahn von Eibenstock nach Schönheide und Schönheiderhammer mit einem Anschluss an die  Schmalspurbahn Wilzschhaus–Saupersdorf gebaut werde. Diese Petition verwarf der Landtag in seiner Sitzung am 13. März 1894. Der sächsische Landtag beschloss erst um 1900 den Bau einer im Bahnhof Schönheiderhammer beginnenden normalspurigen Sekundärbahn, um die Stadt Eibenstock besser an die Bahn anzuschließen. Der Umbau des Bahnhofes Schönheiderhammer erwies sich jedoch letztlich als zu teuer, so dass nun der Bahnhof Eibenstock Ausgangspunkt der neuen Bahn sein sollte. Nach dem Vorbild der im böhmischen Teil des Erzgebirges gelegenen Lokalbahn Schlackenwerth–Joachimsthal wurde eine Strecke mit einer maximalen Längsneigung von 1:20 errichtet. Der Bahnbau begann am 20. April 1904, ausgeführt vor allem von italienischen Gastarbeitern, die bereits einige Erfahrung mit dem Bau von Steil- und Gebirgsstrecken hatten. Ein Jahr später, am 3. Mai 1905, konnte die Steilstrecke Eibenstock  eröffnet werden. Die Streckengeschwindigkeit wurde aus Sicherheitsgründen auf 15 km/h festgelegt.

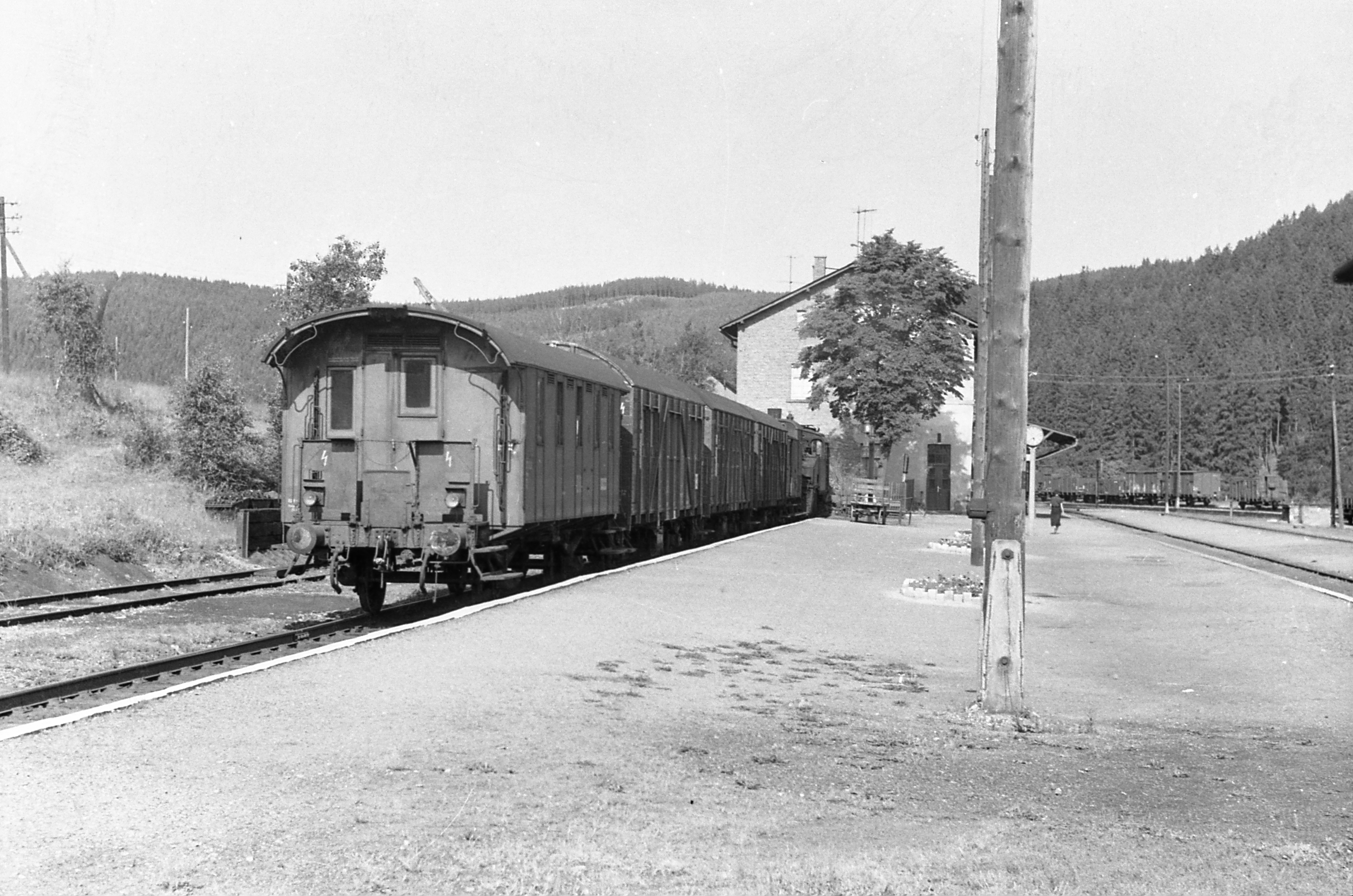
Eingefahrener Reisezug auf Gleis 7 in Eibenstock unt Bf (1958)

Am 29. Januar 1945 ereignete sich wegen Bremsversagens an einem talwärts fahrenden Zug ein schwerer Unfall, bei dem fünf Menschen getötet und 39 verletzt wurden. An diesem Tag stand die Einfahrweiche 1 nicht in Richtung Sandgleis, sondern in Richtung Bahnsteiggleis 7. Das Gleis 7 war ein Stumpfgleis, hinter dessen Prellbock sich das Empfangsgebäude befand. Dessen Giebelwand wurde bei diesem Unfall schwer beschädigt.
Als Anfang der 1970er Jahre der Bau der Talsperre Eibenstock begonnen wurde, war das Ende der Bahn vorgezeichnet. Zum Fahrplanwechsel am 27. September 1975 wurde der Reiseverkehr eingestellt. Am 5. Oktober 1975 wurde die Strecke stillgelegt und wenig später abgebaut. Heute erinnert an diese einmalige Strecke nichts mehr, es gibt keinerlei Sachzeugen mehr. Das Bahnhofsgebäude des oberen Bahnhofs existiert zwar noch, ist aber wegen Umnutzung als solches nicht mehr zu erkennen.

## Betriebliche Besonderheiten
Aufgrund der starken Steigung gab es zahlreiche Sicherheitsvorschriften. So musste das Triebfahrzeug bei sämtlichen Zügen auf der Talseite laufen. Beim Bruch einer Kupplung kam es damit nicht zum Abreißen des ganzen Wagenzuges. Weiterhin mussten Dampflokomotiven immer mit der Rauchkammer zum Berg stehen, damit wurde ein Ausglühen der Feuerbüchse wegen Wassermangels vermieden. Zusätzlich war jede Lokomotive mit vier unabhängig voneinander wirkenden Bremsen ausgestattet und zwar:
1. Druckluftbremse
2. Zusatzbremse
3. Handbremse
4. Gegendruckbremse

Jeder talfahrende Zug musste zudem am Einfahrsignal des Bahnhofs Eibenstock unt Bf halten. Die hinter dem Einfahrsignal liegende Schutzweiche führte auf ein Sandgleis. Erst, nachdem der Zug vor dem Signal zum Stehen gekommen war, durfte die Schutzweiche in Richtung Bahnsteig umgestellt und damit die Einfahrstraße hergestellt werden. Danach konnte das Signal in Fahrtstellung gebracht werden und der Zug einfahren.
Seit dem schweren Unfall im Januar 1945 wurden die Wagenzüge alle zwei Tage zur Bremsuntersuchung ins Bahnbetriebswerk Aue überstellt.
Auf der Bergseite wurde den Zügen ein Zugführerwagen vorangestellt. Dieser war mit Stirnwandfenstern und Spitzenlichtern versehen worden, damit der Zugführer die Streckenbeobachtung übernehmen konnte. Bei eventuell auftretenden Hindernissen bremste der Zugführer mithilfe der durchgehenden Druckluftbremse. Der Zugführerwagen wurde auch den Güterzügen beigestellt.

## Streckenbeschreibung

### Verlauf
Ausgehend vom Bahnhof Eibenstock unt Bf an der Chemnitz–Aue–Adorf zweigte die Stichbahn zunächst nach Osten ab und führte dann in einem Bogen bei einer Steigung von 1:20 nach Süden,  wo nach ca. 3 km der Endbahnhof Eibenstock ob Bf erreicht wurde. Er befindet sich im Norden von Eibenstock.

### Betriebsstellen
Eibenstock unt Bf ⊙
Zunächst wurde die am 7. September 1875 an der Bahnstrecke Chemnitz–Aue–Adorf eröffnete Station nur als Bahnhof Eibenstock bezeichnet. Da der Bahnhof weitab der Stadt Eibenstock im Tal der Zwickauer Mulde lag, wurde 1905 die Strecke nach Eibenstock ob Bf eröffnet und gleichzeitig der Bahnhof in Eibenstock unt Bf umbenannt. Durch den Bau der Talsperre Eibenstock wurde der Bahnhof am 5. Oktober 1975 stillgelegt und mit den Anlagen im zukünftigen Stauseebereich abgebaut. Das ehemalige Bahnhofsgelände befindet sich heute etwa 20 m unter der Wasseroberfläche der Talsperre Eibenstock.
Eibenstock ob Bf ⊙

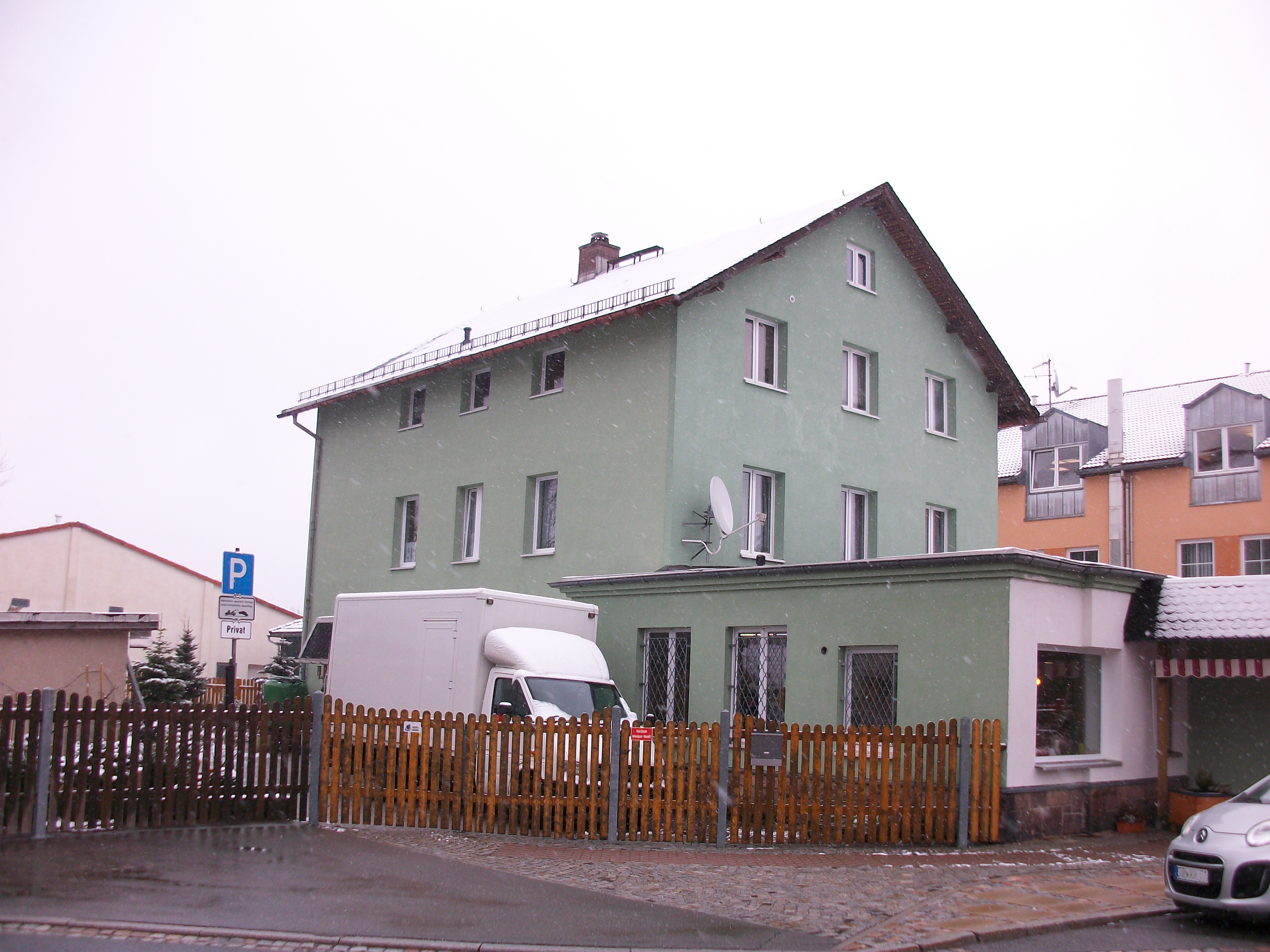
Eibenstock ob Bf (2017)

Der Bahnhof Eibenstock ob Bf wurde am 3. Mai 1905 mit der Eröffnung der Strecke von Eibenstock unt Bf eröffnet. Am gleichen Tag wurde auch das Empfangsgebäude der Station an der „Muldenhammerstraße“ in Eibenstock eröffnet. 1967 erfolgte der Abbruch des Kohleschuppens. Durch den Bau der Talsperre Eibenstock wurde der Bahnhof am 5. Oktober 1975 geschlossen und verlor seine Bedeutung. Im ehemaligen Dienstgebäude nahe dem „Platz des Friedens“ in Eibenstock befindet sich heute ein Lebensmittelmarkt.

## Fahrzeugeinsatz

### Lokomotiven
In den ersten Jahren des Betriebes wurden die Züge von dreiachsigen sächsischen Lokomotiven der Gattung V T (DR-Baureihe 89.2) befördert. Zusätzlich dazu waren im Lokbahnhof Eibenstock einige Lokomotiven der Gattung V stationiert. Diese zwei Baureihen wurden 1923 von preußischen T 8 abgelöst, welche bis 1927 hier im Einsatz waren. 1926 kam erstmals Fünfkuppler der Baureihe 94.19–21 auf die Steilstrecke. Zwischen 1935 und 1948 wurden zusätzlich auch einige Maschinen der Reihe 94.5–17 eingesetzt.

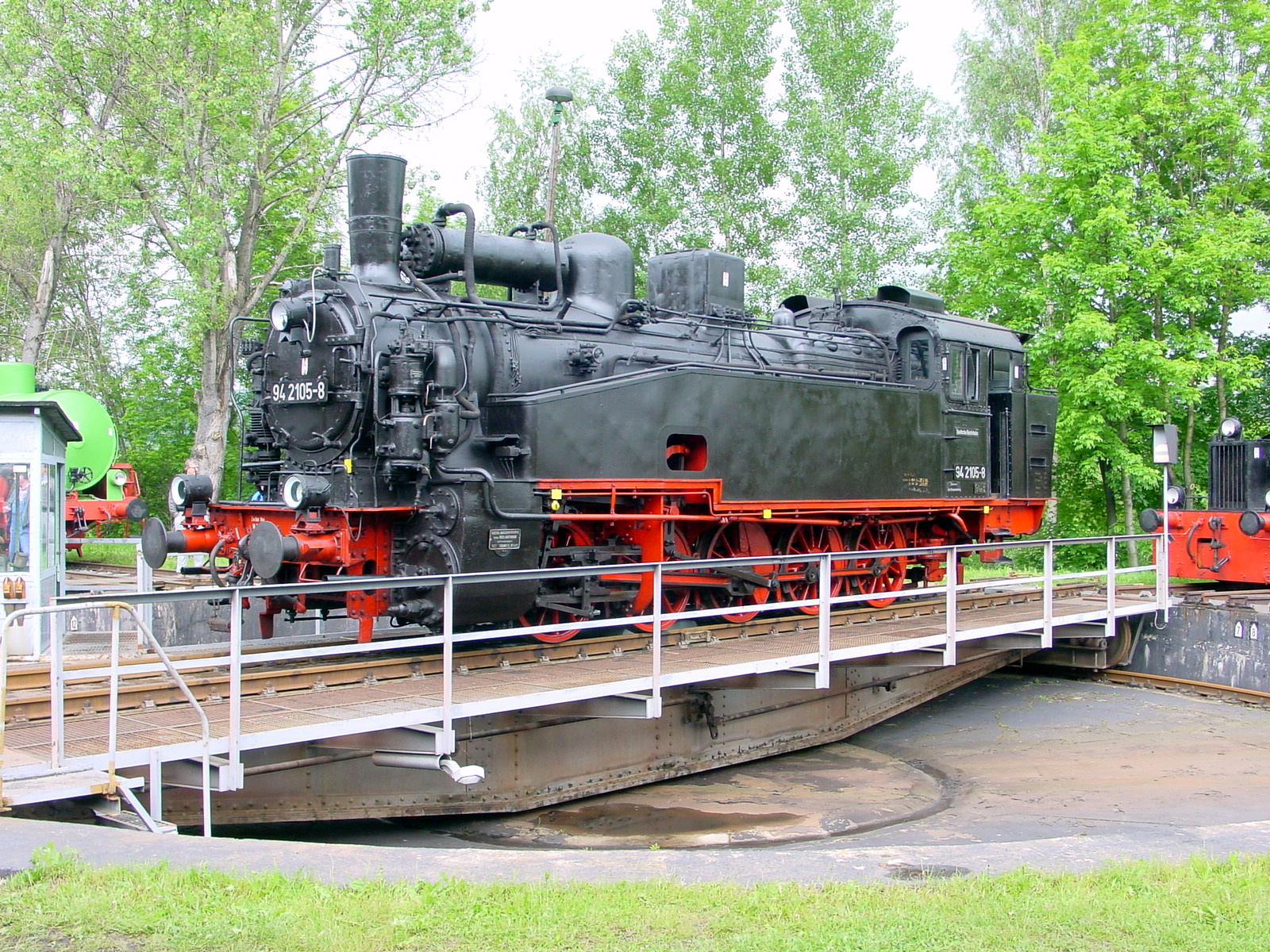
94 2105 im Eisenbahnmuseum Schwarzenberg

Die letzten Jahrzehnte war dann die sächsische Baureihe 94.19–21 mit Riggenbach-Gegendruckbremse die einzige auf der Steilstrecke zugelassene Lokomotivbaureihe. Bis zuletzt hielt das Bahnbetriebswerk Aue für den Betrieb auf der Steilstrecke noch drei Lokomotiven betriebsfähig vor. Mit der Stilllegung der Strecke endete 1975 mit dieser Gattung der Einsatz sächsischer Länderbahnlokomotiven bei der Deutschen Reichsbahn. Die Lokomotive 94 2105 wurde von Mitarbeitern des Bw Aue vor der Verschrottung bewahrt und kann heute im Eisenbahnmuseum Schwarzenberg besichtigt werden.
In den letzten Monaten vor der Betriebseinstellung waren nur noch zwei einsatzfähige Lokomotiven der Baureihe 94.19–21 vorhanden, sodass auch Maschinen der Reihe 86 im Ausnahmefall (Auswaschtag oder Reparatur einer der letzten zwei 94er) die Steilstrecke befuhren. Obwohl die eingesetzten Lokomotiven der Baureihe 86 keine Gegendruckbremse besaßen, konnten sie die Züge trotzdem sicher vor dem Einfahrsignal im unteren Bahnhof zum Stillstand bringen. In den letzten Betriebsjahren waren auf der Steilstrecke die Lokomotiven 94 2043, 2080, 2105 und 2108 sowie die 86 1741 und 1773 im Einsatz

### Personenwagen
In den ersten Betriebsjahren waren zunächst zweiachsige sächsische Personenwagen mit offenen Einstiegsbühnen und Oberlicht eingesetzt. Ab den 20er Jahren kam ein buntes Sammelsurium unterschiedlichster Wagen zum Einsatz. So waren bis 1971 noch zahlreiche ehemalige Länderbahnwagen auf der Stadtbahn anzutreffen. Mitte der 60er Jahre wurden Behelfspersonenwagen der Gattung Bib, zuletzt Baaib, eingesetzt. Erst ab 1971 wurden die Wagen durch Rekowagen ersetzt.